# خوزه لوئیس سیرا
خوزه لوئیس سیرا (اسپانیایی: José Luis Sierra‎؛ زادهٔ ۵ دسامبر ۱۹۶۸) بازیک سابق و مربی فوتبال اهل شیلی است.

## باشگاهی
از باشگاه‌هایی که در آن بازی کرده‌است می‌توان به باشگاه فوتبال کولو-کولو، باشگاه فوتبال سائو پائولو و باشگاه فوتبال رئال وایادولید اشاره کرد.

## تیم ملی
وی همچنین در تیم ملی فوتبال شیلی بازی کرده‌است.